# 北青山
北青山（きたあおやま）は、東京都港区の地名。現行行政町名は北青山一丁目から北青山三丁目。赤坂地区総合支所管内に属する。住居表示実施済区域。

## 地理
港区の最西端に位置する。山の手地域である。北から順に北青山一丁目・北青山二丁目・北青山三丁目となっている。東西に長い区域で、青山地域のうち国道246号（青山通り）の南が南青山、北が北青山に該当する。一般的に南青山とともに「青山」と呼ばれる（青山という行政上の住所は存在しない）。

## 歴史
江戸の街外れとして大名の下屋敷、庶民の町屋、雑木林などが広がる地域であった。

### 地名の由来
徳川家康の重臣であった青山家の広大な下屋敷に因み、この付近一帯の町名に青山を冠した（赤坂青山○○町）ことが地名の起こりである。

### 沿革

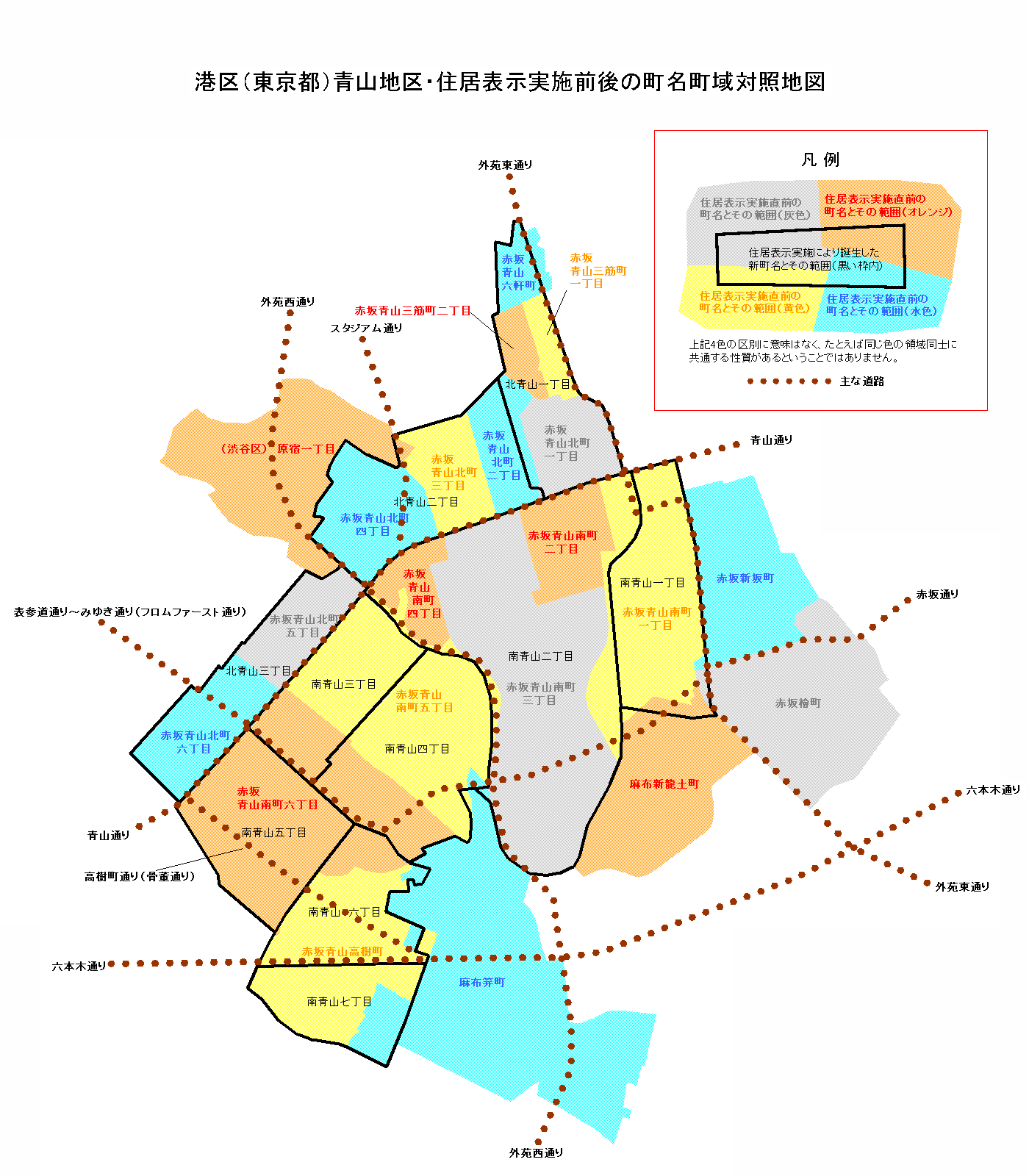
住居表示実施前後の
町名町域対照地図

- 1878年（明治11年）11月2日 - 大区小区制廃止により、東京府赤坂区の一部となる。
- 1889年（明治22年）5月1日 - 市制施行により、東京府東京市赤坂区の一部となる。
- 1918年（大正7年）8月 - 女子学習院（後の学習院女子中・高等科）、女子学習院幼稚園（後の学習院幼稚園）が置かれる。
- 1938年（昭和13年）11月18日 - 東京高速鉄道（後の東京メトロ銀座線）の青山六丁目駅（後の表参道駅）、外苑前駅および青山一丁目駅が開業する。
- 1943年（昭和18年）7月1日 - 東京都制施行により、東京都赤坂区の一部となる。
- 1947年（昭和22年）3月15日 - 東京都港区の一部となる。
  - 11月22日 - 東京ラグビー場（現・秩父宮ラグビー場）が女子学習院跡地に完成した[6][7][8]。
- 1953年（昭和28年） - 日本初のスーパーマーケット紀ノ国屋が開店する。
- 1955年（昭和30年）3月1日 - 港区立青山中学校が、陸軍大学校跡地へ移転する。
- 1957年（昭和32年） - 青山北町アパートの建設が始まる。
- 1966年（昭和41年）10月1日 - 住居表示を実施し、北青山一丁目から三丁目を新設[9]。

### 町名の変遷
| 実施後       | 実施年月日    | 実施前（特記なければ各町名ともその全域）                                                                   |
| ------------ | ------------- | --- |
| 北青山一丁目 | 1966年10月1日 | 赤坂青山六軒町、赤坂青山三筋町一丁目、赤坂青山三筋町二丁目、赤坂青山北町一丁目、赤坂青山北町二丁目（一部） |
| 北青山二丁目 | 1966年10月1日 | 赤坂青山北町二丁目（一部）、赤坂青山北町三丁目、赤坂青山北町四丁目、原宿一丁目                             |
| 北青山三丁目 | 1966年10月1日 | 赤坂青山北町五丁目、赤坂青山北町六丁目                                                                     |

## 世帯数と人口
2025年（令和7年）4月1日現在（港区発表）の世帯数と人口は以下の通りである。
| 丁目         | 世帯数    | 人口    |
| ------------ | --------- | ------- |
| 北青山一丁目 | 785世帯   | 1,483人 |
| 北青山二丁目 | 305世帯   | 532人   |
| 北青山三丁目 | 576世帯   | 984人   |
| 計           | 1,666世帯 | 2,999人 |

### 人口の変遷
国勢調査による人口の推移。
| 年                 | 人口  |
| ------------------ | ----- |
| 1995年（平成7年）  | 3,303 |
| 2000年（平成12年） | 4,499 |
| 2005年（平成17年） | 4,406 |
| 2010年（平成22年） | 3,543 |
| 2015年（平成27年） | 3,171 |
| 2020年（令和2年）  | 2,385 |

### 世帯数の変遷
国勢調査による世帯数の推移。
| 年                 | 世帯数 |
| ------------------ | ------ |
| 1995年（平成7年）  | 1,627  |
| 2000年（平成12年） | 2,219  |
| 2005年（平成17年） | 2,226  |
| 2010年（平成22年） | 1,839  |
| 2015年（平成27年） | 1,665  |
| 2020年（令和2年）  | 1,257  |

## 学区
区立小・中学校に通う場合、学区は以下の通りとなる（2022年4月現在）。
| 丁目         | 番地    | 小学校           | 中学校           |
| ------------ | ------- | ---------------- | ---------------- |
| 北青山一丁目 | 全域    | 港区立青山小学校 | 港区立青山中学校 |
| 北青山二丁目 | 全域    | 港区立青山小学校 | 港区立青山中学校 |
| 北青山三丁目 | 1～4番  | 港区立青山小学校 | 港区立青山中学校 |
| 北青山三丁目 | 5〜15番 | 港区立青南小学校 | 港区立青山中学校 |

## 交通

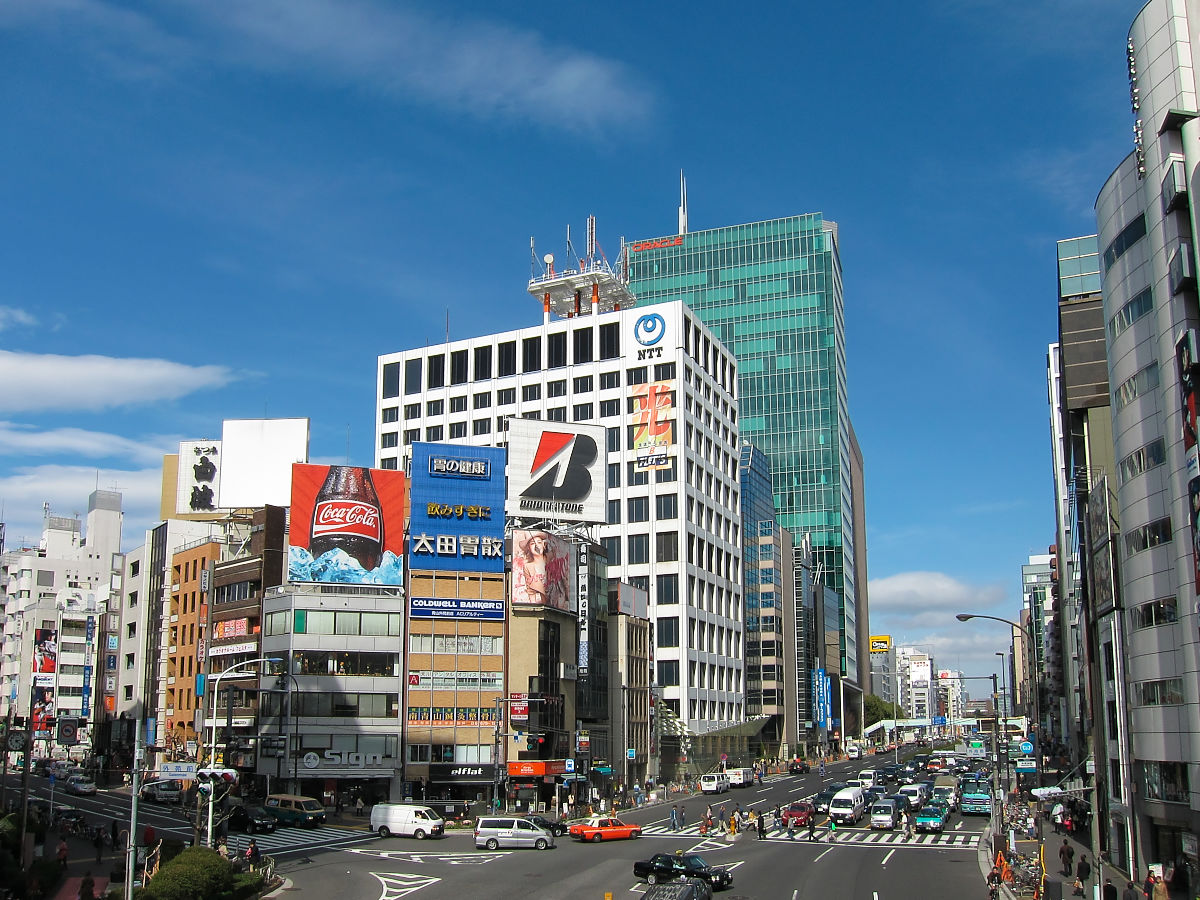
外苑前

### 鉄道

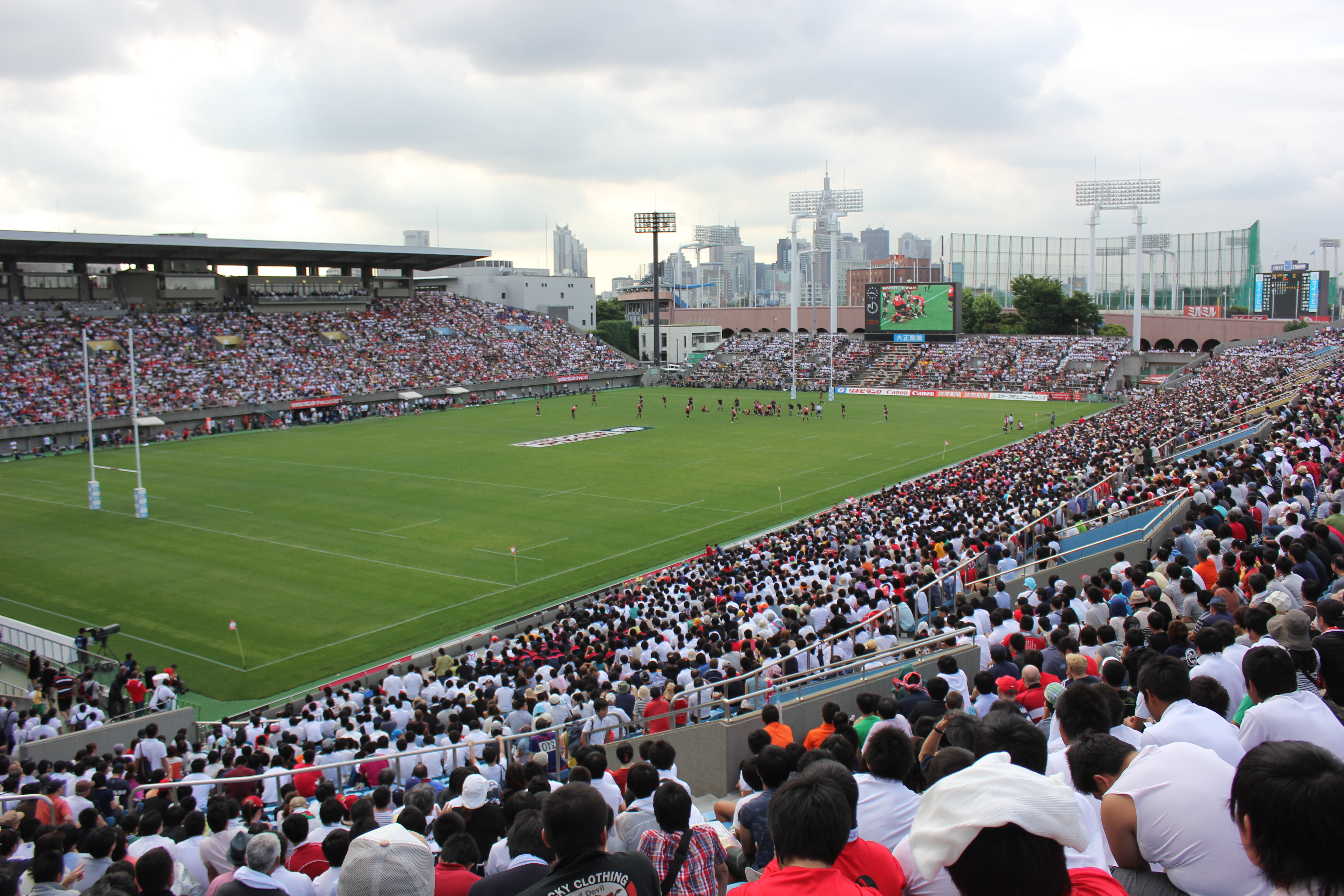
秩父宮ラグビー場

- 東京メトロ銀座線
- 表参道駅 - 外苑前駅 - 青山一丁目駅（駅の所在地は南青山） -
- 東京メトロ半蔵門線
- 表参道駅 - 青山一丁目駅（駅の所在地は南青山） -
- 東京メトロ千代田線
- 表参道駅 -
- 都営地下鉄大江戸線
- 青山一丁目駅 -

### 路線バス
- フジエクスプレス（ちぃばす）
  - 青山ルート
  - 赤坂ルート

### 道路
- 国道246号（青山通り）
- 東京都道319号環状三号線（外苑東通り）

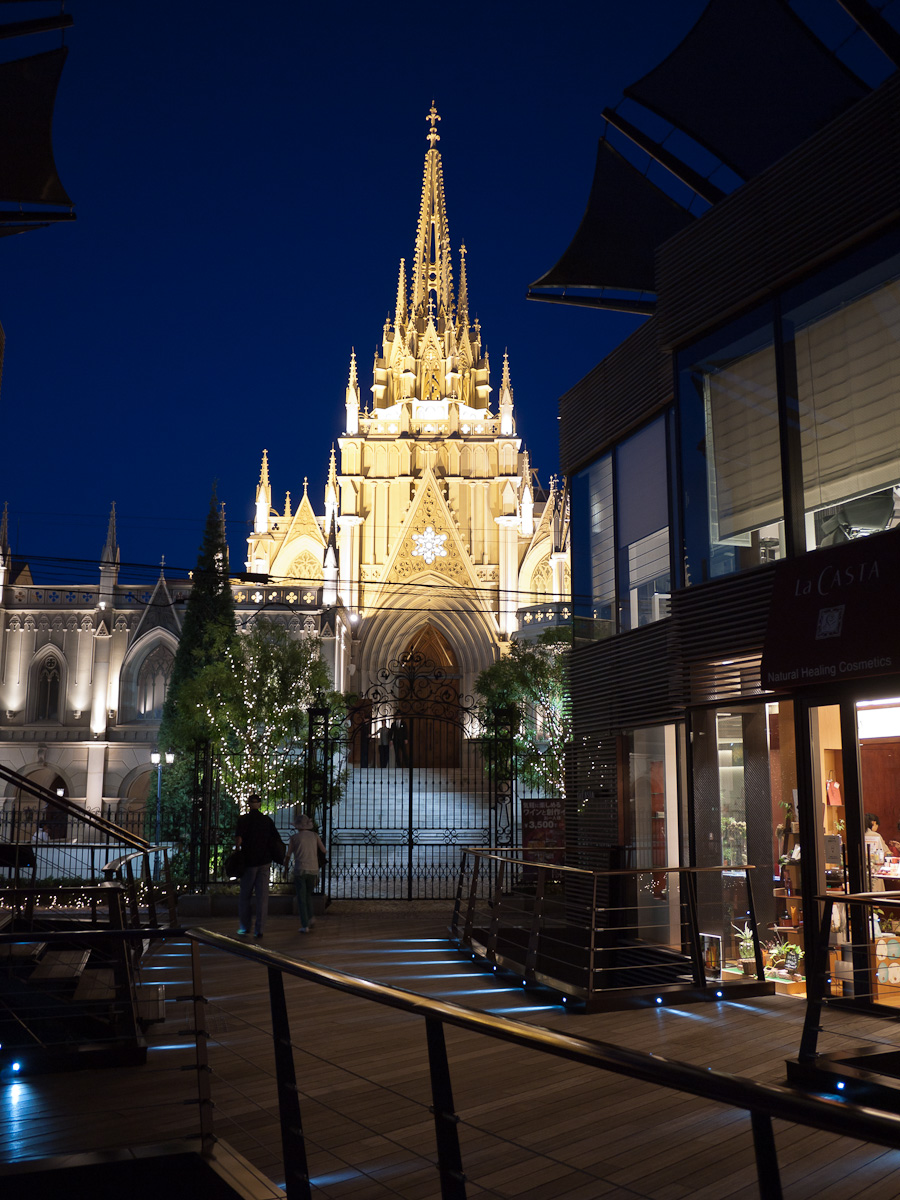
青山セントグレース大聖堂（結婚式・披露宴専用の教会を模した商業施設）

- 東京都道413号赤坂杉並線（表参道通りから青山通りを挟んで南青山のみゆき通りに続く）
- 東京都道414号四谷角筈線
- 東京都道418号北品川四谷線（外苑西通り、キラー通り）

## 事業所
2021年（令和3年）現在の経済センサス調査による事業所数と従業員数は以下の通りである。
| 丁目         | 事業所数    | 従業員数 |
| ------------ | ----------- | -------- |
| 北青山一丁目 | 143事業所   | 3,784人  |
| 北青山二丁目 | 404事業所   | 12,723人 |
| 北青山三丁目 | 610事業所   | 10,158人 |
| 計           | 1,157事業所 | 26,665人 |

### 事業者数の変遷
経済センサスによる事業所数の推移。
| 年                 | 事業者数 |
| ------------------ | -------- |
| 2016年（平成28年） | 1,018    |
| 2021年（令和3年）  | 1,157    |

### 従業員数の変遷
経済センサスによる従業員数の推移。
| 年                 | 従業員数 |
| ------------------ | -------- |
| 2016年（平成28年） | 25,320   |
| 2021年（令和3年）  | 26,665   |

## 施設

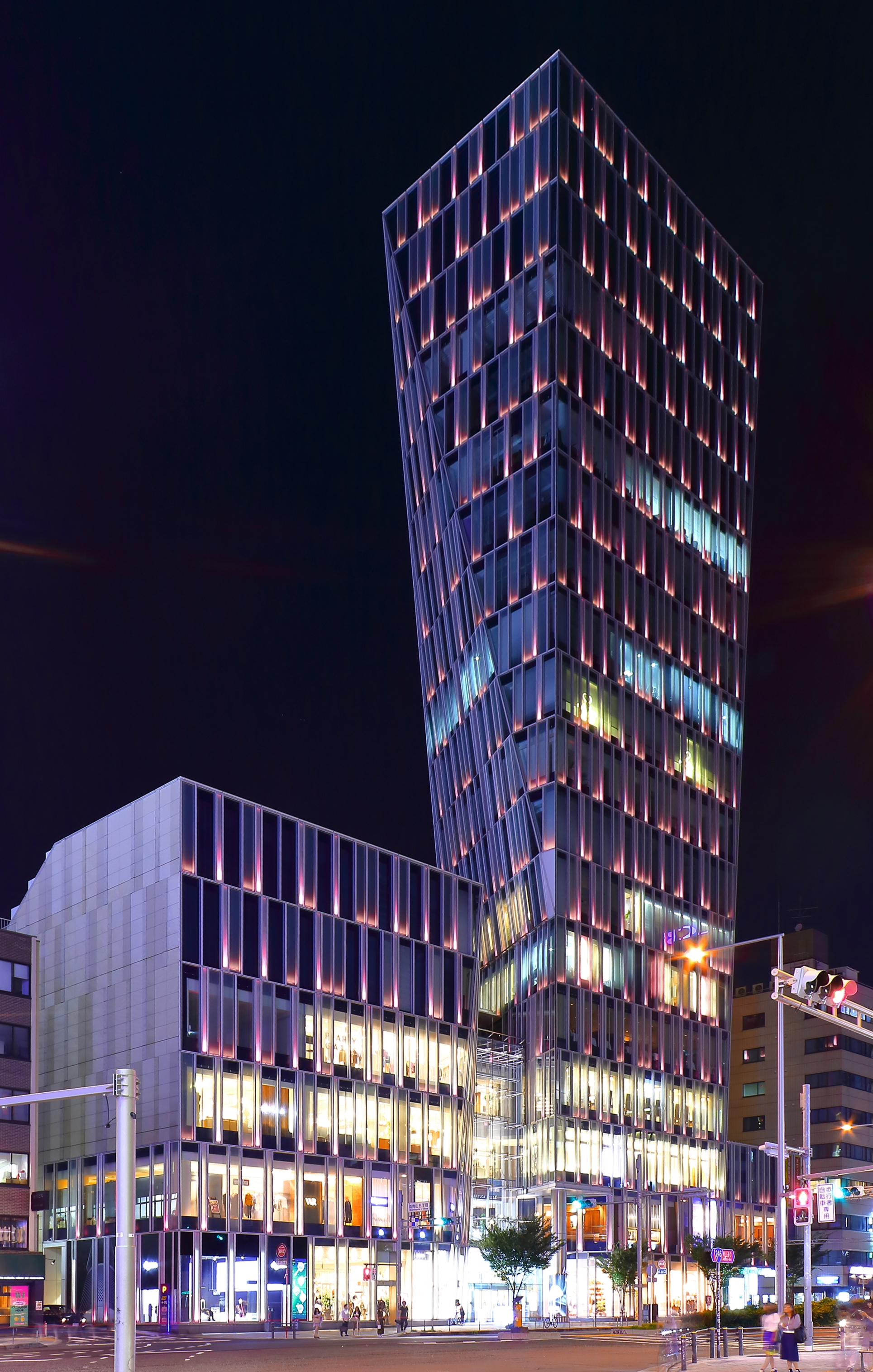
Ao（アオ）

- 明治神宮外苑 - 銀杏の並木道が北青山に当たる。同外苑再開発計画により2020 - 2030年代に大規模再開発が予定されている。
- 秩父宮ラグビー場

### 企業・法人
- 日本ラグビーフットボール協会
- 日本スポーツ振興センター
- 伊藤忠商事東京本社[19] - 明治神宮外苑再開発計画により2030年代を目途に建て替え予定。
  - センチュリー21・ジャパン本社
- 日本オラクル本社 - 同上、2030年代を目途に建て替え予定。
- 東海カーボン本社
- オスカープロモーション本社
- イースト・グループ・ホールディングス
- アヴァス日本法人本社 (Havas Creative Japan) - 旧アヴァス通信社が母体の世界的広告代理店の一つで、ヴィヴェンディ傘下仏アヴァス・グループ (Havas) の中核企業。
- スリーブセレクト本社（旧シーリージャパン本社）
- クリストフル日本法人本社 - 仏の最高級銀食器メーカー。
- サマンサタバサジャパンリミテッド本社
- ワールド北青山オフィス（東京本社、登記上の本店は神戸市中央区）
- USEN本社
- ナイアンティック（Niantic, Inc.）日本法人本社 - Googleのスタートアップ企業。
- テピア（先端技術館@TEPIA） - 秩父宮ラグビー場に隣接。運営は経産省外郭団体一般財団法人高度技術社会推進協会。同上、外苑再開発計画により2030年代を目途に建て替え予定。

### 商業施設
- 花の館・青山花茂本店 - 南青山5丁目交差点に古くからある花屋の花茂やカフェ等が入る複合商業施設。
- Ao - レストランやカフェバー、ブティック等が入る複合商業施設。
  - 紀ノ国屋本店
  - ドンク青山店 - 1966年に青山店が開店し、Aoに移転（2012年閉店）。
- マルシェ・ドゥ・メトロ - 表参道駅構内「エチカ」にあるカフェ等が入る複合商業施設。フランス語で「地下鉄市場」の意。
- オーク表参道 - 表参道交差点界隈、ハナエモリビル跡にある。カフェやエンポリオ・アルマーニの店舗ブティック等が入る複合商業施設。
- 青山パラシオタワー - 表参道交差点界隈、旧青山ダイヤモンドホール跡にある。結婚式場やグッチの店舗ブティック等が入る複合商業施設。
- ONE表参道ビル - 表参道交差点にあるLVMHグループ日本法人の事務&ファッションフロアビル。エミリオ・プッチジャパン本社や、フェンディ、セリーヌ、ダナ・キャラン、ロエベの各ブティックがある。また、同交差点界隈にはフルラやロクシタンなどの旗艦店がある。
- ヒューリック青山ビル - 表参道交差点にある。旧富士銀行時代からみずほ銀行が入居。また、同交差点向かい南青山側に1970年から青山アンデルセンがあったが、表参道駅再開発事業に伴い2017年10月閉店。
- ブルックス・ブラザーズ青山本店 - 北青山3丁目にある。かつては旧VAN本社だった。上層階は公団住宅になる。隣接して1982年まで青山ユアーズがあった。北青山三丁目地区再開発事業に伴う建物取り壊しで、2020年9月に南青山5丁目に（一時）移転。
- the ARGYLE aoyama（ジ アーガイル アオヤマ） - 外苑前駅界隈の南青山3丁目交差点にある。旧青山ベルコモンズ跡地に建設されたオフィスから店舗、ホテルまでの複合商業施設。
  - 青山グランドホテル - 2020年8月開業。
- ホテルアラマンダ青山 - 2016年6月開業。

### 教育
- 港区立青山中学校
- 旧青山児童館ならびに青山保育園 - 旧ピーコックストア青山店（2019年閉館取り壊し）の青山通りを隔てた斜め向かい側にあった。北青山三丁目地区再開発事業に伴い、青山北町アパート取り壊し、高層マンションの都営北青山三丁目アパート建て替え計画により、2020年閉館し移転。

### 大使館
- 駐日ブラジル大使館

### 寺社
- 善光寺 信濃善光寺青山別院 - 表参道交差点付近にある。
- 海蔵寺
- 高徳寺
- 持法寺
- 立泉寺

## その他

### 日本郵便
- 郵便番号 : 107-0061[4]（集配局 : 赤坂郵便局[20]）。